# 정기간행물

PLOS 바이올로지 저널의 앞표지.

정기간행물(定期刊行物, Periodical)은 출판물의 일종으로 동일한 제목의 작품을 끝나는 시기를 정하지 않고 출판되는 간행물이다. 정기적으로 새로운 판에 게재되는 출판물이다. 가장 친숙한 예는 신문이지만, 잡지나 저널도 정기간행물의 예이다. 이러한 간행물은 학술, 기술, 무역, 일반적인 관심 분야부터 여가 및 오락에 이르기까지 다양한 주제를 다루고 있다.
정기 간행물 내의 기사는 일반적으로 하나의 주요 주제나 주제를 중심으로 구성되며 제목, 출판 날짜, 저자 및 기사의 간략한 요약을 포함한다. 정기 간행물에는 일반적으로 독자의 관심 주제에 대해 논평하는 편집 섹션이 포함되어 있다. 또 다른 공통적인 특징으로는 최근 출간된 책과 영화에 대한 리뷰, 다양한 주제에 대한 작가의 의견을 표현하는 칼럼, 광고 등이 있다.
정기 간행물은 연속 간행물이다. 책 시리즈는 연속 간행물이기도 하지만 일반적으로 정기 간행물이라고 부르지는 않는다. 백과사전이나 사전도 책이며, 시간이 지남에 따라 다양한 판으로 출판된다면 연속 출판물이라고 부를 수 있다.

## 주기
정기 간행물의 주기는 출판물에 따라 다양하다.
| 영어식 표기              | 의미             | 주기       |
| ------------------------ | ---------------- | ---------- |
| Quinquennially           | 5년에 한 차례    | 1⁄5회 / 년 |
| Quadriennially           | 4년에 한 차례    | 1⁄4회 / 년 |
| Triennially              | 3년에 한 차례    | 1⁄3회 / 년 |
| Biennially               | 2년에 한 차례    | 1⁄2회 / 년 |
| Annually                 | 1년에 한 차례    | 1회 / 년   |
| Semiannually, Biannually | 1년에 두 차례    | 2회 / 년   |
| Triannually              | 1년에 3차례      | 3회 / 년   |
| Quarterly                | 1년에 4차례      | 4회 / 년   |
| Bimonthly                | 2개월마다        | 6회 / 년   |
| Semi-quarterly           | 분기별 2번       | 8회 / 년   |
| Monthly                  | 매월             | 12회 / 년  |
| Semi-monthly             | 한 달에 두 번    | 24회 / 년  |
| Biweekly, Fortnightly    | 2주마다          | 26회 / 년  |
| Weekly                   | 매주             | 52회 / 년  |
| Semi-weekly              | 1주에 두 번      | 104회 / 년 |
| Daily                    | 영업일에 한 차례 | 다양함     |